# Рене Каије
Рене Каије (фр. René Caillé; 19. септембар 1799 — , 17. мај 1838) је француски истраживач и први Европљанин, који се жив вратио из Тимбуктуа.

## Детињство и младост
Рођен је као син пекара у месту Мозе-сур-ле-Мињон (фр. Mauzé-sur-le-Mignon) у Француској. Син је бившег затвореника. Био је веома слабо образован. Након читања књигеРобинзон Крусо родила му се љубав за путовањем и авантуром. Са шеснаест година путује у Сенегал и Гваделуп. Вратио се у Сенегал 1818, али пошто се разболео морао је да се врати у Француску.

## Одлазак у Тимбукту
Поново се 1824. обрео у Сенегалу са намером да дође до Тимбуктуа. Географско друштво из Париза нудило је 10.000 франака награде првом Европљанину који оде и врати се жив из Тимбуктуа. Веровало се да је Тимбукту веома богат и чудесан град.
Провео је осам месеци живећи са Маварима северно од реке Сенегал. Учио је са њима арапски јзик. Прешао је на ислам и научио је законе и обичаје ислама. Гувернеру Сенегала је рекао о намерама да дође до Тимбуктуа, али овај га није охрабривао да пође на тај пут. Каије је кренуо у Сијера Леоне, где су га британске валсти поставиле за нагледника фабрке индига. Придружио се једном каравану, који се кретао у унутражњост. Прерушио се у Арапина и говорио је да је он Арапин из Египта и да су га Французи одвели до Сенегала. кренуо је 19. априла 1827. Путовао је на исток и прешао је реку Сенегал и гори Нигер код Курусе. Пет месеци је био болестан. Наставио је путовање у јануару 1828. и кретао се североисточно до града Ђене. Даље је наставио путовање реком до Тимбуктуа. У Тимбуктуу је боравио од 20. априла до 4. маја и после тога је кренуо са једним караваном преко Сахаре према Мароку.

## Повратак
Дошли су 12. августа до Феса. Из Тангера је испловио и допловио до Француске.
Каије није знао да је пре њега у Тимбуктуу био мајор Александар Гордон Лејнг, али Лејнга су убили Мавари септембра 1826. када се врађао из Тимбуктуа. Када је стигао у Француску Каије је добио награду од 10.000 франака, јер је био први истраживач, који је дао тачну информацију о Тимбуктуу. Добио је орден легије части, пензију и друге награде. Његова путовања су штампана о државном трошку у три волумена 1830.
Каије је умро 17. маја 1837. године од болести, коју је зарадио током путовања по Африци.
Каије је чувен по свом приступу истраживању. Дотад су ишле велике експедиције са војницима и са носачима. Каије је са друге стране учио арапски и исламске обичаје пре него што је кренуо. Путовао је и живео као сви домороци. Каије није уздизао своја открића да би повећао славу, као што је учинио Гордон Лејнг. Он је рекао оно што је видео, да је Тимбукту мали безначајан и сиромашан град. На тај начин је оповргао дотадашњу слику, коју су Европљани имали о Тимбукту.